# Namangan
Namangan er en by i det østlige Usbekistan, der med et indbyggertal (pr. 2006) på cirka 432.000 er landets næststørste by. Byen er hovedstad i en provins af samme navn. 
40°59′43″N 71°40′21″Ø / 40.99528°N 71.67250°Ø